# 툴루스 호스틸리우스

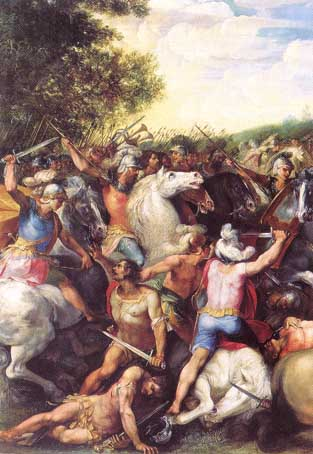
툴루스 호스틸리우스가 베이이와 피데나이의 군대를 무찌르고 있다. 근대의 프레스코화.

툴루스 호스틸리우스(이탈리아어: Tullo Ostilio, 기원전 673년 ~ 641년)는 로마의 세 번째 왕이다. 라틴어로는 Tullus Hostillius. 전왕 누마 폼필리우스와 달리 툴루스는 호전적인 임금으로 알려져 있었다. 그는 사비니족이 로마를 침공할 당시 로물루스와 싸우다 죽은 호스투스 호스틸리우스의 손자이다.
툴루스 치세의 주요 사건으로는 알바롱가의 정복을 들 수 있다. 전쟁 끝에 알바 롱가는 로마의 종속국이 되었다. 그러나 알바의 독재자가 로마를 배신하자 툴루스는 알바 롱가의 파괴를 명령하였으며, 알바 시민들을 로마로 강제 이주시켜 로마 시민으로 삼았다.
툴루스는 또 피데나이와 베이이, 사비니족과 전쟁을 벌여 승리하였다.
리비우스에 따르면 툴루스는 치세 중에 종교 의식이 왕의 관심을 받을 가치가 없다고 생각하여 경시하였다. 그러나 치세가 끝날 즈음에 알바 산에 돌이 쏟아지고 산 정상에서 알바인들이 옛 신들을 숭배하지 않은데 불평하는 소리가 들렸으며 로마에 역병이 도는 등 로마에 이상한 일들이 벌어졌다.
툴루스 임금은 병에 걸렸으며, 미신을 숭상하게 되었다. 그는 누마 폼필리우스가 쓴 글을 찾아 읽고 누마가 권한대로 유피테르 엘리키우스 신에 희생 의식을 치렀다.
그러나 툴루스는 의식을 올바로 집전하지 못하였으며, 그와 그의 궁궐은 유피테르의 분노로 말미암아 번개에 맞아 재만 남았다고 한다.